# Екобіоморфа
Екобіоморфа (від дав.-гр. οἶκος — житло, місцеперебування, дав.-гр. βίος — життя і дав.-гр. μορφή — вид, форма) — сукупність (група) рослин, не обов'язково споріднених, але які мешкають в подібних умовах середовища (мають подібні  екологічні ніші) і мають певний тип пристосувальної структури та пов'язаних з нею фізіологічних особливостей.

## Історія виникнення
Термін був введений  Є. М. Лавренком в 1965 р. як заміна терміна життєва форма (інакше біоморфа). Формально, відмінності між термінами умовні, і часто вони можуть застосовуватися як синоніми.
Зазвичай, популяції видів, які належать до однієї екобіоморфи, займають аналогічні екологічні ніші і виконують подібні функції в структурах екосистем, утворенні умов середовища, кругообігу речовин і енергії, і можуть бути пов'язані між собою  синузіальними консорциями.

## Класифікація екобіоморф
Класифікації екобіоморф в радянському союзі розробляли  І. Г. Серебряков, а потім Б. А. Биков. Також класифікацією екобіоморф є  класифікація К. Раункієра, однак, класифікація Серебрякова є найбільш поширеною і визнана найвдалішою.

### Класифікація Бикова
8 відділів:
1. Лишайникова екобіоморфа
2. Мохова екобіоморфа
3. Екобіоморфа папоротевидних
4. Екобіоморфа голонасінних
5. Екобіоморфа однодольних автотрофних
6. Екобіоморфа однодольних гетеротрофних
7. Екобіоморфа дводольних автотрофних
8. Екобіоморфа дводольних гетеротрофних

### Класифікація Серебрякова
| Відділи              | Типи |
| -------------------- | --- |
| Деревні рослини      | I — дерева, II — чагарники, III — чагарнички |
| Напівдеревні рослини | IV — напівчагарники і напівчагарнички |
| Наземні трави        | V — полікарпічні трави, VI — монокарпічні трави |
| Водні трави          | VII — земноводні трави (болотні, або гелофіти — бруньки відновлення під водою, пагони — над водою), VIII — плаваючі та підводні трави (гедатофіти і гідрофіти) |

## Приклади

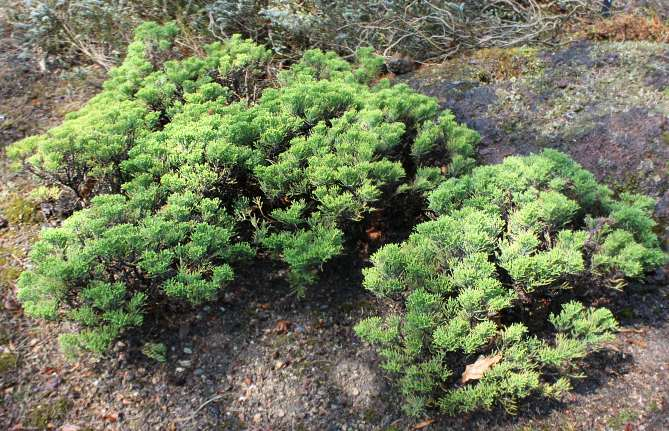
Стланникова форма ялівця на кам'янистому субстраті

До екобіоморфам можна віднести рослини одного  ярусу, або синузії.
За класифікацією Серебрякова дерева можуть мати різні екобіоморфи, а саме:
- Дерева з прямостоячими стовбурами. Така життєва форма широко поширена, вказує на нормальні і оптимальні умови місцепроживання (мінімальні відхилення в онтогенезі).
- При погіршенні умов середовища можуть бути виділені проміжні форми (зменшення висоти, крони тощо), і останньою формою в такому ряду можуть бути стланникові форми дерев:  кедровий стланик,  вільховий стланик, стланник  сосни гірської та інших видів  сосни,  ялівцевий стланник. Такі форми виростають в районах, з екстремальними умовами середовища, — на Крайній Півночі, в передгольцовому гірському поясі, на узбережжі Охотського моря, — в районах з прохолодним сирим літом, довгою зимою, рясними снігопадами, сильними вітрами[3].

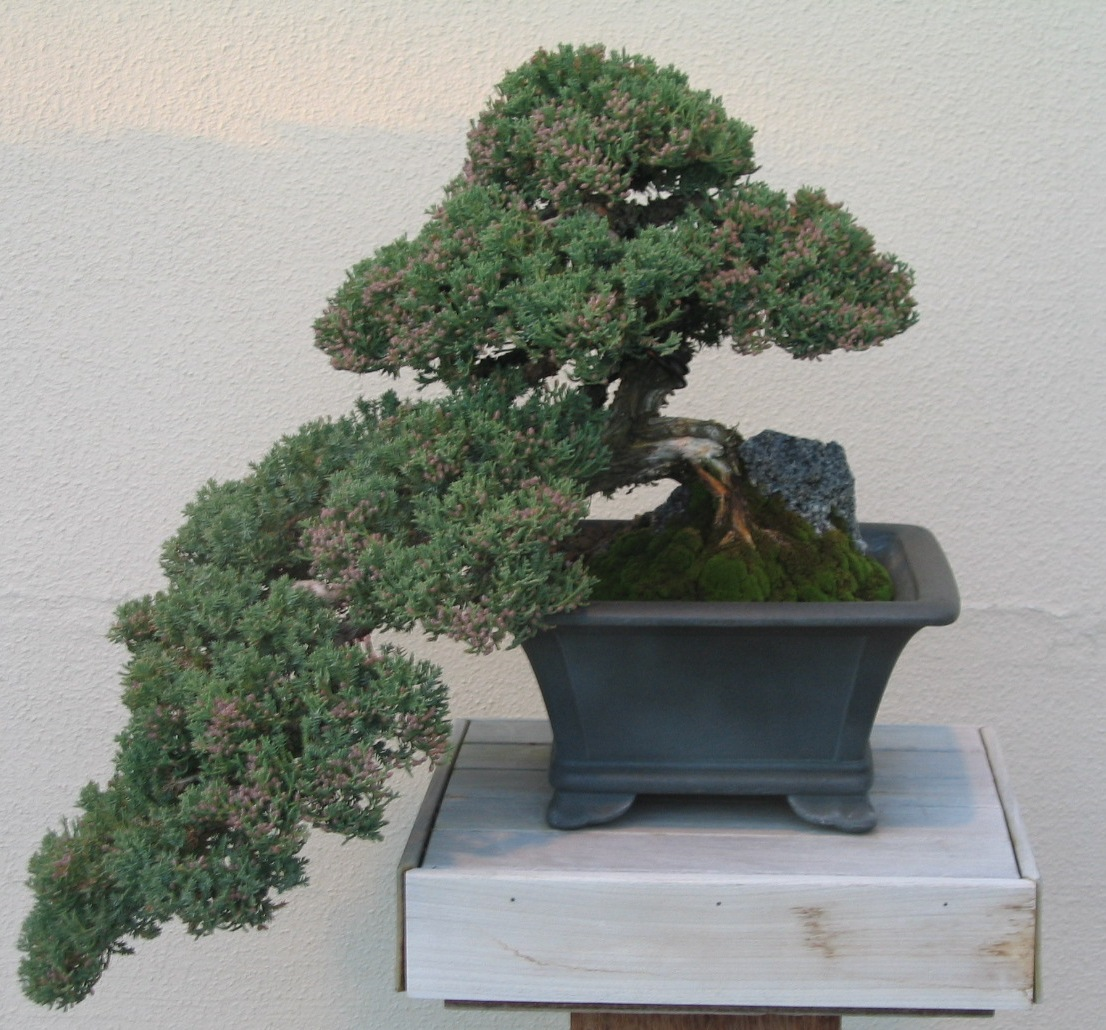
Ялівець бонсай — теж екобіоморфа

Екобіоморфи можуть бути також у одного виду рослини, коли воно виростає в різних умовах середовища — наприклад екобіоморфи  дуба монгольського, що росте на різних висотах в Примор'ї, або  сосна,  габітус якої, зростаючої на піщаних ґрунтах, дуже відрізняється від сосни, що виростає на  верховому болоті. Причому ці відмінності обумовлені не просто умовами середовища, а й генетичними відмінностями популяцій, які ростуть у різних середовищах.
Іноді виділяють онтобіоморфи — форма росту, властива виду в певні періоди його життєвого циклу. Так як в різні періоди життя рослини, навколишнє його середовище проживання може дуже сильно відрізнятися, то в процесі онтогенезу і переходу рослини з одних умов зростання в інші (наприклад з одного ярусу в іншій — ялина, або з водного середовища в повітряне — стрілолист) змінюється і життєва форма рослини.

## У тварин
Для тварин не розроблено настільки докладної класифікації, як для рослин. Для тварин, які займають подібні екологічні ніші і виконують подібні функції в екосистемі, введено термін  гільдія. Наприклад  вівці та кенгуру належать до однієї гільдії, так як виконують в екосистемах схожі ролі.